# Памятник Греческому воину

Памятник Греческому войну — скульптура эллинистического стиля, установленная в августе 1993 года, в дендропарке Александрия, город Белая Церковь.

## История создания
После Украинской революции 1917—1921 годов и Великой Отечественной войны дендропарк Александрия понес значительные потери. Почти все скульптуры в парке исчезли. Среди них была и фигура Боргезского борца, находившаяся напротив "Руин", на холме, что над Лазневым прудом. В начале 90-х годов руководством дендропарка было принято решение о реконструкции скульптурного ансамбля. По архивным документам началось восстановление исчезнувших фигур. Киевским скульпторам заказали разные памятники. Прямым заказчиком на создание Боргезского борца выступил, на то время, директор дендропарка Александрия, Мордатенко Леонид Петрович. Исполнителем выбрали скульптора Владимира Щура. Он предложил эскиз борца, добавив такие детали, как драпировки и меч. Таким образом скульптура приобрела более выраженное движение, сохранив при этом стиль и позу оригинальной фигуры, созданной  античным скульптором Агасием. Работа над памятником была начата в 1991 году, но окончательно отлита и закончена только в 1993 году. Открытие Греческого война приурочили к 200 летию парка.    
Размер статуи: 270х170см

## Интересные факты
- Фигура война установлена на оригинальном гранитном постаменте оставшимся от Боргезского борца[1].
- Местные жители Белой Церкви называют памятник Греческому войну, Гладиатором[1].
- За время экспонирования, фигуру красили в черный цвет, а после, покрывали "бронзянкой", что негативно повлияло на состояние скульптуры.

## Галерея

Фрагмент: торс
Вид сзади